# Cypripedium sichuanense
Cypripedium sichuanense é uma espécie de orquídea terrestre, família Orchidaceae, que habita Sichuan, na China.